# Benjamin Lewinski
Benjamin Lewinski (geboren 25. Mai 1916 in Warschau; gestorben nach 1990) war ein polnischer Spanienkämpfer und Fremdenlegionär im Zweiten Weltkrieg.

## Leben
Benjamin Lewinskis jiddischsprachige Eltern starben früh, so dass er als Waisenkind ab 1925 bei einer Großtante in Frankreich lebte. In Paris machte er eine Lehre zum Kürschner. Mit 20 Jahren wurde er im Juli 1936 Spanienkämpfer auf Seiten der Republikaner gegen die Franco-Putschisten und schloss sich der nicht-stalinistischen marxistischen Partei POUM an. Im Oktober 1936 wurde er an der Huesca-Front verwundet. Er hatte Sprachkenntnisse und zeigte soldatisches Geschick und wurde von Georges Kopp zum Hauptmann und Chef einer Kompanie befördert, in der auch der Brite Eric Blair eingesetzt war. 
Unter den Spanienkämpfern gab es politische Auseinandersetzungen, und die POUM wurde von den russischen Kommunisten und spanischen Stalinisten bekämpft. Lewinski nahm daher bei der Auflösung der POUM-Division im Mai 1937 in Barcelona eine neue Identität eines französischen Hauptmanns Bernard Launoy an und meldete sich als Freiwilliger bei den Internationalen Brigaden in Albacete. Im Dezember 1938 kehrte er nach Frankreich zurück, wo ihm vom polnischen Konsulat ein polnischer Pass verweigert wurde, so dass er für die Franzosen als staatenlos galt.
Bei Ausbruch des Zweiten Weltkriegs meldete er sich freiwillig für den Kriegsdienst in den  Régiments de marche de volontaires étrangers und wurde 1940 in das französische Völkerbundmandatsgebiet Syrien abgeordnet. Nach dem deutschen Sieg über Frankreich 1940 waren die französischen Truppen in Syrien und Libanon dem Vichy-Regime unterstellt, das durch das Waffenstillstandsabkommen zur Parteinahme für das Deutsche Reich verpflichtet war. Lewinski wollte aber gegen die Deutschen kämpfen, er setzte sich von seiner Einheit ab und versuchte in die Türkei zu entkommen. Beim zweiten Versuch lief er 1941 zu den Briten nach Palästina über. 
Lewinski wurde in die 13. Halbbrigade der Fremdenlegion unter Hauptmann Pâris de Bollardière aufgenommen, die auf Seiten der Alliierten kämpfte und  zu der Zeit in Qastina bei Haifa stationiert war. Die Fremdenlegionäre wurden neben Forces françaises libres beim erfolgreichen britischen Vorstoß gegen die Vichy-Franzosen in Syrien und im Libanon eingesetzt. 
Anfang 1942 wurde die 13. Halbbrigade der 8. britischen Armee zugeteilt und nahm an den Kämpfen in Nordafrika teil. Lewinski gehörte zu der französischen Einheit, die 1942 in der Schlacht von Bir Hakeim den Vormarsch des deutsch-italienischen Afrikakorps nach Ägypten für zwei Wochen aufhielt. Im Gegenzug wurden Ende 1942 die Truppen der Achse in Tunesien zur Kapitulation gezwungen. 
Lewinskis Einheit wurde im August 1944 in das befreite Südfrankreich verlegt, und er wurde vertragsgemäß demobilisiert. 

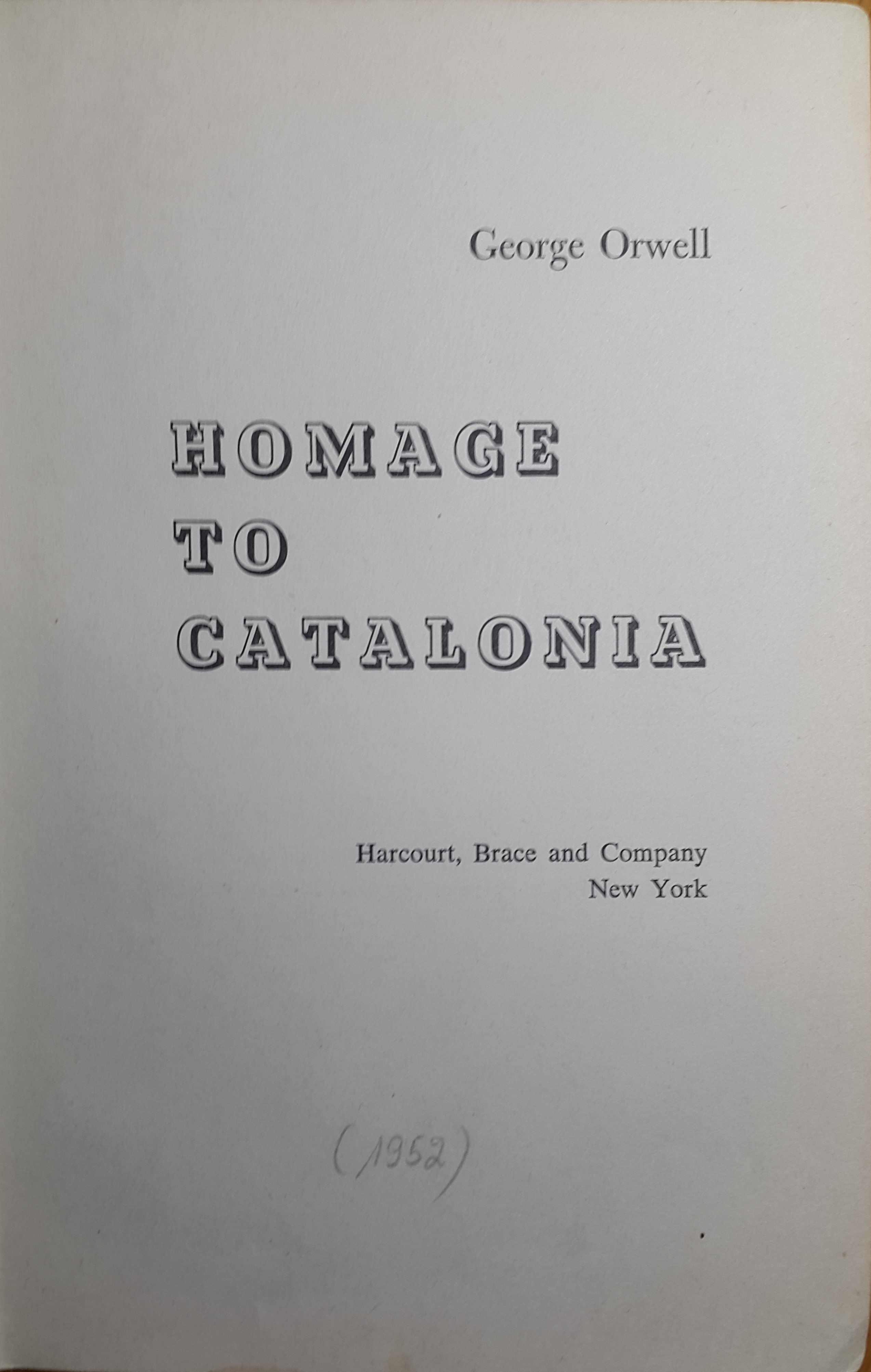
George Orwell: Homage to Catalonia, amerikanische Ausgabe 1952

Lewinski selbst erfuhr erst im Jahr 1986, als er in Nizza lebte und als Hotelangestellter arbeitete, durch Zufall, dass sein einstiger Kamerad Eric Blair alias George Orwell bereits 1938 das Buch Homage to Catalonia veröffentlicht hatte, in dem auch er vorkommt und charakterisiert wird. Im November 1990 wurde er von Michael Shelden für eine Orwell-Biografie interviewt.

## Erinnerung
- Mémoires et témoignages. De la guerre d'Espagne à la guerre mondiale. In: Matériaux pour l'histoire de notre temps, n°6, 1986, S. 47–52, bei Persee